# Potamonautes bayonianus
Potamonautes bayonianus is een krabbensoort uit de familie van de Potamonautidae. De wetenschappelijke naam van de soort is voor het eerst geldig gepubliceerd in 1864 door Brito Capello.